# Peroneutypa scoparia
Peroneutypa scoparia är en svampart som först beskrevs av Ludwig David von Schweinitz, och fick sitt nu gällande namn av Carmarán & A.I. Romero 2006. Peroneutypa scoparia ingår i släktet Peroneutypa och familjen Diatrypaceae.  Arten är reproducerande i Sverige. Inga underarter finns listade i Catalogue of Life.